# Diamantino
Diamantino é um município brasileiro do estado de Mato Grosso, com área de 7764,43 km², localizado 269 metros acima do nível do mar. Sua população estimada em 2024 era de 22.479 pessoas. A cidade teve um papel fundamental no ciclo do ouro no estado, atraindo milhares de aventureiros em busca de riquezas. Seu nome é uma referência à abundância de diamantes encontrados na região.
A economia local é diversificada, com destaque para a agricultura (especialmente o cultivo de soja e milho), a pecuária, o comércio e os serviços.
Apesar de possuir um imenso potencial para o turismo, graças a seus  rios e cachoeiras de beleza única e áreas preservadas do Cerrado, a administração municipal historicamente nunca investiu de forma significativa nesse setor. A falta de infraestrutura e divulgação impede que Diamantino aproveite plenamente suas riquezas naturais e históricas para atrair visitantes.

## História
A formação do atual município de Diamantino, localizado no estado de Mato Grosso, começou em 18 de setembro de 1728, poucos anos após a fundação de Cuiabá. Na época, Gabriel Antunes Maciel comunicou à Câmara de Cuiabá a descoberta de ouro na região. Inicialmente conhecido como Arraial do Ouro, o local recebeu posteriormente o nome de Félix, em homenagem a um garimpeiro pioneiro.
Com o passar do tempo, os garimpeiros encontraram pedras diamantíferas, cuja extração era exclusividade da Coroa Portuguesa. Isso levou ao fechamento dos garimpos pela administração colonial. No entanto, a mineração clandestina continuou, incentivando a criação do Destacamento Diamantino do Paraguai para combater a prática ilegal. Esse destacamento contribuiu para a fixação do povoado.
Em 9 de agosto de 1811, foi criada a Paróquia de Nossa Senhora da Conceição do Alto Paraguai Diamantino, nome derivado de um erro geográfico dos bandeirantes, que acreditavam estar nas cabeceiras do rio Paraguai, quando o rio Diamantino é apenas um de seus afluentes.

### Formação Administrativa
- 1811: O distrito de Alto Paraguai Diamantino foi criado, subordinado ao município de Cuiabá.
- 1820: Elevado à categoria de vila.
- 1901: Teve a autonomia suprimida, mas foi restaurada em 1906.
- 1918: Diamantino foi elevada à categoria de cidade.

Entre 1938 e 1988, vários distritos foram criados, desmembrados e elevados à categoria de município, como Nova Mutum, Tapurah, Lucas do Rio Verde, entre outros. Em 1995, Diamantino permaneceu constituído apenas pelo distrito sede.

### Alteração Toponímica
O nome foi alterado de Alto Paraguai Diamantino para Diamantino pela Lei nº 452, de 4 de agosto de 1906. Em 1728, o sertanista Gabriel Antunes Maciel percorria a região quando descobriu um ribeirão diamantífero, onde fundou um arraial que chamou de Alto Paraguai (local da atual cidade de Diamantino). O arraial foi elevado a vila em 23 de novembro de 1820, por um alvará real.
Dentre as pessoas nascidas em Diamantino, estão:
- Almirante João Batista das Neves,
- Desembargador Joaquim Pereira Ferreira Mendes (avô de Gilmar Mendes),[7][8]
- Ministro do Supremo Tribunal Federal Gilmar Ferreira Mendes, e
- Desembargador Ítalo Mendes.

Nesse período da história brasileira, as cidades acumulavam também o Poder Judiciário. E territorialmente, Diamantino e Chapada dos Guimarães abrangiam o médio norte e o norte do Estado do Mato Grosso.

## População
Pelo Crescimento populacional do Censo do Brasil, a população de Diamantino evoluiu da seguinte forma:
- 1980 - 14.144
- 1996 - 15.387[10]
- 2000 - 18.580
- 2010 - 20.341[11]
- 2022 - 21.941[11]

## Geografia

### Localização
Diamantino abriga o polo de inacessibilidade sul-americano, a localidade mais distante de qualquer litoral no continente.[carece de fontes?]
- Coordenadas: 14°24'32" S, 56°26'45" O
- Altitude: 269 metros acima do nível do mar

### Área
- Área total: 7.630,212 km²[6]

### Hidrografia
Diamantino, MT, está localizado em uma região rica em recursos hídricos. As principais bacias hidrográficas que abrangem o município são:
1. Bacia do Rio Paraguai: Esta bacia é uma das mais importantes da região e inclui vários afluentes que passam por Diamantino.
2. Bacia do Rio Amazonas: Outra bacia significativa que influencia a hidrografia da região.

Essas bacias são essenciais para o abastecimento de água, agricultura e preservação ambiental na área.
Principais rios que passam pelo município:
1. Rio Paraguai: Um dos rios mais importantes da região, que atravessa várias áreas de Diamantino.
2. Rio Diamantino: Este rio é conhecido por suas águas cristalinas e foi um dos locais onde foram encontrados ouro e diamantes no passado.
3. Ribeirão do Ouro: Um afluente do Rio Diamantino, também conhecido por suas águas ricas em minerais.

### Clima
Segundo dados do Instituto Nacional de Meteorologia (INMET), desde 1961 a menor temperatura registrada em Diamantino ocorreu em 19 de julho de 1975, com mínima de 4 °C, enquanto a maior foi registrada em 20 de outubro de 2023, com máxima de 42,6 °C. O maior acumulado de precipitação em 24 horas foi de 167 mm em 20 de fevereiro de 2019, seguido por 158 mm em 17 de fevereiro de 2022 e 155 mm em 17 de fevereiro de 1991.
| Dados climatológicos para Diamantino (OMM: 83309)                                              | Dados climatológicos para Diamantino (OMM: 83309) | Dados climatológicos para Diamantino (OMM: 83309) | Dados climatológicos para Diamantino (OMM: 83309) | Dados climatológicos para Diamantino (OMM: 83309) | Dados climatológicos para Diamantino (OMM: 83309) | Dados climatológicos para Diamantino (OMM: 83309) | Dados climatológicos para Diamantino (OMM: 83309) | Dados climatológicos para Diamantino (OMM: 83309) | Dados climatológicos para Diamantino (OMM: 83309) | Dados climatológicos para Diamantino (OMM: 83309) | Dados climatológicos para Diamantino (OMM: 83309) | Dados climatológicos para Diamantino (OMM: 83309) | Dados climatológicos para Diamantino (OMM: 83309) |
| Mês                                                                                            | Jan                                               | Fev                                               | Mar                                               | Abr                                               | Mai                                               | Jun                                               | Jul                                               | Ago                                               | Set                                               | Out                                               | Nov                                               | Dez                                               | Ano                                               |
| ---------------------------------------------------------------------------------------------- | ------------------------------------------------- | ------------------------------------------------- | ------------------------------------------------- | ------------------------------------------------- | ------------------------------------------------- | ------------------------------------------------- | ------------------------------------------------- | ------------------------------------------------- | ------------------------------------------------- | ------------------------------------------------- | ------------------------------------------------- | ------------------------------------------------- | ------------------------------------------------- |
| Temperatura máxima recorde (°C)                                                                | 38,2                                              | 38                                                | 38,5                                              | 38,2                                              | 39                                                | 37,5                                              | 38,6                                              | 41                                                | 42,5                                              | 42,6                                              | 40,2                                              | 39,7                                              | 42,6                                              |
| Temperatura máxima média (°C)                                                                  | 32                                                | 32,2                                              | 32,4                                              | 32,6                                              | 31,6                                              | 31,7                                              | 32,2                                              | 34,3                                              | 34,4                                              | 34                                                | 33                                                | 32,2                                              | 32,7                                              |
| Temperatura média compensada (°C)                                                              | 25,9                                              | 25,8                                              | 25,8                                              | 25,6                                              | 23,9                                              | 22,9                                              | 22,6                                              | 24,7                                              | 26,1                                              | 26,7                                              | 26,4                                              | 26,1                                              | 25,2                                              |
| Temperatura mínima média (°C)                                                                  | 22,1                                              | 22                                                | 21,9                                              | 21,2                                              | 19                                                | 17,6                                              | 16,4                                              | 18,2                                              | 20,5                                              | 21,9                                              | 22,1                                              | 22,2                                              | 20,4                                              |
| Temperatura mínima recorde (°C)                                                                | 16,4                                              | 17,3                                              | 14,4                                              | 11,6                                              | 6                                                 | 4,4                                               | 4                                                 | 6                                                 | 10,4                                              | 13,7                                              | 13                                                | 14,2                                              | 4                                                 |
| Precipitação (mm)                                                                              | 299,5                                             | 302,1                                             | 271,1                                             | 130,8                                             | 49,1                                              | 14,1                                              | 10,4                                              | 24,4                                              | 73,6                                              | 170,2                                             | 222,1                                             | 263,7                                             | 1 831,1                                           |
| Dias com precipitação (≥ 1 mm)                                                                 | 19                                                | 17                                                | 17                                                | 11                                                | 4                                                 | 1                                                 | 1                                                 | 2                                                 | 4                                                 | 11                                                | 13                                                | 16                                                | 116                                               |
| Umidade relativa compensada (%)                                                                | 84                                                | 84,9                                              | 85,9                                              | 83,6                                              | 79,8                                              | 75                                                | 68,8                                              | 61                                                | 66                                                | 76,1                                              | 80,4                                              | 82,9                                              | 77,5                                              |
| Fonte: INMET (normal climatológica de 1981-2010; recordes de temperatura: 01/01/1961-presente) |                                                   |                                                   |                                                   |                                                   |                                                   |                                                   |                                                   |                                                   |                                                   |                                                   |                                                   |                                                   |                                                   |

## Últimos prefeitos eleitos
| Ano  | Prefeito           | Partido | Votos | %     | Ref    |
| ---- | ------------------ | ------- | ----- | ----- | ------ |
| 2004 | Chico Mendes       | PPS     | 4.710 | 46,52 | [ 15 ] |
| 2008 | Erival Capistrano  | PDT     | 4.831 | 43,05 | [ 16 ] |
| 2012 | Lincoln            | PSD     | 3.920 | 33,88 | [ 17 ] |
| 2016 | Eduardo Capistrano | PDT     | 7.527 | 65,23 | [ 18 ] |
| 2020 | Dr Manoel          | MDB     | 5.588 | 47,61 | [ 19 ] |